# Alfonso Fuenmayor
Pour les articles homonymes, voir Fuenmayor (homonymie).
Alfonso Fuenmayor, né le 23 mars 1917 à Barranquilla (Colombie) et mort le 20 septembre 1994 dans la même ville, est un écrivain et journaliste colombien.

## Biographie
Alfonso Fuenmayor, né le 23 mars 1917 à Barranquilla, a pour père l'écrivain José Félix Fuenmayor. Baigné dans une atmosphère littéraire, son père conversant durant des heures au domicile avec des personnalités telles que Porfirio Barba Jacob, Jaime Barrera Parra ou Clemente Manuel Zabala, il compose son premier poème à l'âge de 15 ans. Il suit des études de philisophie et de lettres à l'université Javeriana de Bogota. Il s'est marié avec Adela Rosanía avec qui il a eu un fils, Rodrigo, et une fille, Sonia.
Fuenmayor commence sa carrière journalistique en rédigeant un article de sport. Selon lui, le bon journalisme appartient à la littérature, voire la littérature appartient à la chronique en tant que genre narratif. Il n'est donc pas possible qu'un bon journaliste puisse travailler sans avoir une base littéraire, connaissance de la prose et un maniement facile de la langue. Ainsi, aimant la littérature et le journalisme, il a décidé de ne pas favoriser une activité au détriment de l'autre.
Il rencontre l'écrivain colombien Gabriel García Márquez en 1949 et devient par la suite son conseiller et ami littéraire le plus proche jusqu'à sa mort. Ainsi, au Grand Hôtel de Stockholm, peu de temps avant de lire en public son discours de réception du prix Nobel de littérature intitulé « La soledad de America latina », García Márquez le présente à Fuenmayor qui admettra êtrer passé du rire à la préoccupation après avoir lu : « L'Amérique ne veut et n'a pas de raison d’être un fou sans volonté propre. Il n'est pas, non plus, chimérique de penser que sa quête d'indépendance devrait devenir une aspiration occidentale ».
Dans les années 1940 et 1950, il rejoint le « groupe de Barranquilla » afin de discuter sur la culture, dans un café appelé La Cueva, avec des personnalités telles qu'Álvaro Cepeda Samudio, Germán Vargas Cantillo, Alejandro Obregón et Gabriel García Márquez. À la demande de Carmen Balcells, l'agent littéraire de García Márquez, Fuenmayor écrit en 1978 le livre Crónicas sobre el Grupo de Barranquilla dans lesquels sont compilés des anecdotes et des expériences vécues durant ces réunions. Ce sera d'ailleurs l'unique livre qu'il publiera durant toute sa carrière.